# Sam Kendricks
Sam Kendricks, född den 7 september 1992 i USA, är en amerikansk friidrottare som tävlar i stavhopp. Hans personbästa är 6,06 m. Han tog silver vid inomhus-VM 2016 med 5,80 m. Vid friidrotts-VM 2019 i Doha vann han guld på 5,97 m, samma höjd som svensken Armand Duplantis,  men med färre rivningar. Vid OS 2024 tog han silver i stavhopp.